# Ținutul Odesa
Ținutul Odesa (în rusă Одесский уезд) a fost o unitate administrativ-teritorială (uezd) din gubernia Herson a Imperiului Rus, constituită în 1825. Centrul administrativ al ținutului a fost orașul Odesa. Populația ținutului era de 610.042 locuitori (în 1897).

## Istorie
Ținutul Odesa a fost creat în 1825, ca parte a guberniei Herson. În 1920, „uezd-ul” a fost atribuit guberniei Odesa. A fost abolit în 1922.

## Geografie
Ținutul Odesa ocupa o suprafață de 9.186 km² (9.800 de verste). În nord se învecina cu ținuturile Ananiev și Elisavetgrad, la est cu ținutul Herson, la sud avea ieșire la Marea Neagră, în sud-vest avea hotar cu ținutul Akkerman din gubernia Basarabia, iar în nord-vest se limita la ținutul Tiraspol.

## Populație
La recensământul populației din 1897, populația ținutului, inclusiv centrul administrativ – Odesa (pop. 403.815) era de 610.042 de locuitori, dintre care:
| Grup etnic           | Populație | % Procentaj |
| -------------------- | --------- | ----------- |
| Velicoruși (ruși)    | 228.436   | 37,4%       |
| Evrei                | 134.020   | 22,0%       |
| Maloruși (ucraineni) | 133.474   | 21,9%       |
| Germani              | 62.658    | 10,3%       |
| Polonezi             | 18.467    | 3,0%        |
| Bulgari              | 8.290     | 1,3%        |
| Greci                | 7.535     | 1,2%        |
| Moldoveni [români]   | 7.138     | 1,2%        |
| alții                | 10.024    |             |

Populația ținutului, exceptând orașul Odesa, în 1897 era de 185.679 locuitori, având următoarea structură etnică:
| Grup etnic           | Populație | % Procentaj |
| -------------------- | --------- | ----------- |
| Maloruși (ucraineni) | 86.616    | 46,6%       |
| Germani              | 52.271    | 28,2%       |
| Velicoruși (ruși)    | 21.833    | 11,7%       |
| Bulgari              | 7.682     | 4,1%        |
| Evrei                | 7.048     | 3,8%        |
| Moldoveni [români]   | 6.620     | 3,5%        |
| Greci                | 2.442     | 1,3%        |
| alții                | 1.167     |             |

## Diviziuni administrative
În anul 1913, Ținutul Odesa cuprindea 34 de voloste (ocoale).